# 氮-13
氮-13符號為13N，是氮的人造放射性同位素之一，原子核包含7個質子和6個中子，半衰期僅9.965分鐘，放射性很強。它可以由質子轟击氧-16的原子核得到：
1H + 16O → 13N + 4He

## 用途
由於氮-13衰變會產生正電子，因此可用於正電子發射電腦斷層掃描，通常是利用氮-13和氢合成带有放射性的氨，然後把它注入人體內，當氮-13衰變並且釋放正電子，而正電子會和電子湮滅，而產生穿透力極強的伽馬射線，儀器利用這些射線就可以探知身體裡的情況。但氮-13的半衰期只有9.965分鐘，因此医院需要配备迴旋加速器才能完成这种诊断。